# Gulgumpad kasik
Gulgumpad kasik (Cacicus cela) är en fågel i familjen trupialer inom ordningen tättingar.

## Utseende och läte
Gulgumpad kasik är mestadels svart med lysande gult på övergumpen, under stjärten och i fläckar i vingen. Könen är lika. Den ljusa näbben är lång och spetsig, och ögat är ljusblått. I sitt utbredningsområde är den omisskännlig, eftersom den är den enda kasiken med ordentligt gult i fjäderdräkten. Liksom många av sina släktingar har den en lång rad läten.

## Utbredning och systematik
Gulgumpad kasik delas in i tre underarter med följande utbredning:
- C. c. cela – förekommer i Colombia, Venezuela, Guyanaregionen, Amazonområdet i Brasilien och östra Bolivia
- vitellinus-gruppen
  - C. c. vitellinus – förekommer i tropiska områden från östra Panama (Kanalzonen) till norra Colombia
  - C. c. flavicrissus – förekommer i tropiska områden från västra Ecuador till det allra nordvästra Peru (Tumbes)

Sedan 2016 urskiljer Birdlife International vitellinus-gruppen som en egen art, "svartstjärtad kasik".

## Levnadssätt
Gulgumpad kasik hittas i trädtaket i låglänta skogar och skogsbryn. Arten häckar i kolonier och bygger hängande pungformade bon.

## Status
IUCN bedömer hoststatus för underartsgrupperna (eller arterna) var för sig, båda som livskraftiga.

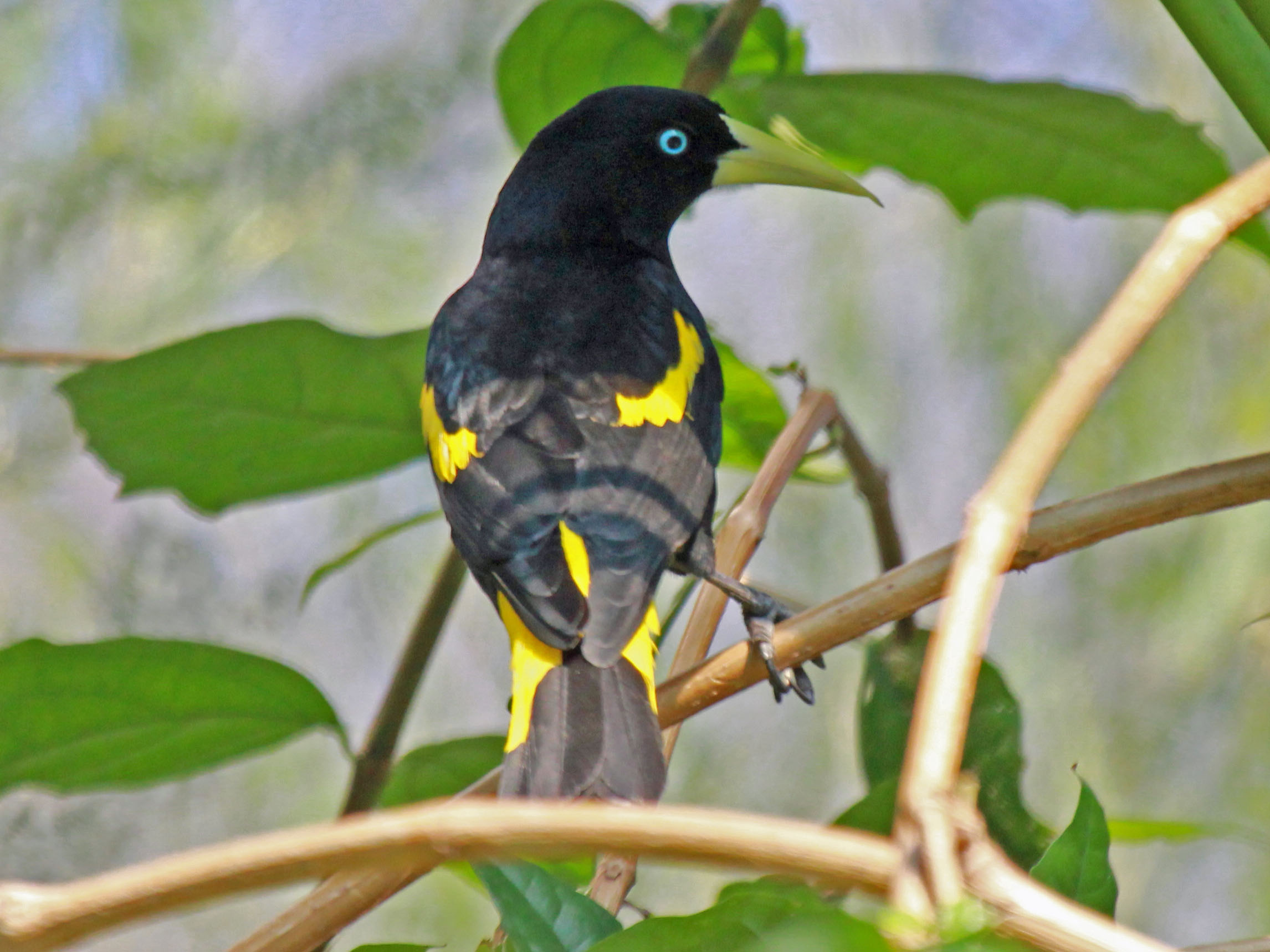